# توله در (کنارک)
توله در یک روستا در ایران است که در استان سیستان و بلوچستان واقع شده‌است.